# Henning Nyberg (xylograf)
Josef Bernard Henning Nyberg, född 22 april 1865 i Stockholm, död 7 oktober 1943 i Gustav Vasa församling i Stockholm, var en svensk målare och xylograf.   
Han var son till hemslaktaren Lars Erik Nyberg och Cristina Josefina Biman och från 1897 gift med Signe Ingeborg Charlotta Jansson. Han var far till Tore Nyberg och Elsa Kjellström. Nyberg utbildades till xylograf av Wilhelm Meyer. Han öppnade en egen xylografisk ateljé 1902 och var under kort tid kompanjon med Gunnar Forssell. I sin ateljé utförde han under de första åren omfattande arbeten för Vitterhetsakademien senare kom arbetet med illustreringen av kataloger för större firmor att dominera verksamheten. Han var under flera år anlitad som illustratör för Ny illustrerad tidning. Som konstnär målade han tavlor med djur och landskapsmotiv. Han medverkade i Allmänna konst- och industriutställningen 1897 och i Konst- och industriutställningen i Norrköping 1906 där han belönades med en silvermedalj. Makarna Nyberg är begravda på Norra begravningsplatsen utanför Stockholm.